# Graf (priimek)
Graf je priimek v Sloveniji, ki ga je po podatkih Statističnega urada Republike Slovenije na dan 1. januarja 2010 uporabljalo 23 oseb in je med vsemi priimki po pogostosti uporabe uvrščen na 12.060. mesto.

## Znani slovenski nosilci priimka
- Žiga Graf (1801—1838), farmacevt, kemik in botanik

## Znani tuji nosilci priimka
- Arturo Graf (1848—1913), italijanski filolog, pesnik in kritik
- David Graf (1950—2001), ameriški igralec
- Oskar Maria Graf (1894—1967), nemški pisatelj
- Peter-Lukas Graf (*1929), švicarski flavtist
- Steffi Graf (*1969), nemška tenisačica
- Stephanie Graf (*1973), avstrijska atletinja, tekačica na srednje proge
- Urs Graf (1485—1529), švicarski slikar in grafik